# Stanislas Vallet de Merville
Stanislas Michel François Vallet de Merville est un homme politique français né le 1er novembre 1767 à Metz (Moselle) et décédé le 20 août 1833 à Nancy (Meurthe-et-Moselle).
Avocat en 1789, il entre ensuite dans l'enseignement comme professeur de rhétorique au collège de Nancy, en 1792. Il devient chef de bureau et agent national du district de Nancy en 1795. Administrateur du département de la Meurthe, il devient secrétaire général de la préfecture en 1811, il est révoqué sous la Première Restauration. Député de la Meurthe en 1815, pendant les Cent-Jours, il est de nouveau secrétaire général de la préfecture et de nouveau révoqué par la Restauration. Il est préfet de la Meurthe en août 1830 et conseiller à la cour royale de Nancy en 1831.

## Sources
- « Stanislas Vallet de Merville », dans Adolphe Robert et Gaston Cougny, Dictionnaire des parlementaires français, Edgar Bourloton, 1889-1891 [détail de l’édition]

1. ↑  « https://www.siv.archives-nationales.culture.gouv.fr/siv/UD/FRAN_IR_001513/d_1167 » (consulté le 17 juillet 2019)